# Dasylechia
Dasylechia is een vliegengeslacht uit de familie van de roofvliegen (Asilidae).

## Soorten
- D. atrox (Williston, 1883)